# Liebe unter Verdacht
Liebe unter Verdacht ist ein deutscher Fernseh-Kriminalfilm des Regisseurs Jorgo Papavassiliou aus dem Jahr 2002 mit Natalia Wörner und Max Tidof in den Hauptrollen. Produziert wurde der Film von Janus Film für Sat.1.

## Handlung
Der Rabbiner Baruch Kahane stirbt scheinbar eines natürlichen Todes, jedoch stellt man am Leichnam eine Einstichstelle am Bein fest, was auf ein Fremdverschulden vermuten lässt. Die Ermittlungen der mit dem Fall betrauten Kommissarin Eva Bartoc führen sie ins Milieu der jüdischen Gemeinde in Berlin. Bartoc beginnt, sich mit den jüdischen Riten und Gebräuchen vertraut zu machen und verliebt sich bei ihrer Arbeit in Daniel, den Sohn des Toten. Parallel belastet die Kommissarin der Tod ihres langjährigen Kollegen bei einer misslungenen Observation. Sie hat Schuldgefühle und ist nach Dienstschluss dem Alkohol zugetan.

## Kritik
Der Filmdienst meinte, Liebe unter Verdacht sei ein „konventioneller (Fernseh-)Krimi, der allenfalls durch die Wahl des jüdischen Milieus von Interesse ist.“.
Die Kritiker der Fernsehzeitschrift TV Spielfilm gaben dem Fernsehkrimi zwei von drei möglichen Punkten  in der Kategorie „Spannung“ und je einen Punkt für den „Anspruch“, die „Action“ und die „Erotik“. Sie merkten an: „Der gelungene Thriller führt einfühlsam in das jüdische Leben ein. Und am Ende stellt sich eine ganz neue Schuldfrage.“ und konstatierten: „Spannende Reise in das jüdische Leben“. Der Film erhielt insgesamt die bestmögliche Wertung, Daumen nach oben.